# Little Whelnetham
Little Whelnetham eller Little Welnetham är en by och en civil parish i distriktet West Suffolk i Suffolk i England. Orten har 184 invånare (2001). Den har en kyrka.